# Sergeant-majoortje
Het sergeant-majoortje (Grapholita compositella) is een vlinder uit de familie van de bladrollers (Tortricidae). De wetenschappelijke naam is gepubliceerd in 1775 door Fabricius.
De soort komt voor in Europa.